# Nikolay Khryapa
Nikolay Khryapa (en ukrainien : Микола Володимирович Хряпа, Mykola Volodymyrovytch Khriapa), né le 7 juin 1979 à Kiev (république socialiste soviétique d'Ukraine, URSS) et mort le 27 juin 2024 à Saratov (Russie), est un joueur ukrainien de basket-ball. Il joue aux postes d'ailier et d'ailier fort.

## Palmarès
- FIBA Europe League 2004